# Maison-serre
 (mars 2024).
Une maison-serre, également appelée serre-maison est une maison qui a la particularité d'être sous une serre.

## Architecture
Une maison est construite à l'intérieur d'une serre. Cette serre est en général réalisée à partir d'une ossature en laine de bois ou par de l’aluminium et recouverte de verre feuilleté.
En pratique, il est possible de conserver une température située entre 15 et 20 °C à l’intérieur, quand le thermomètre affiche −15 °C à l’extérieur. Les rayons de soleil de la journée chauffent le verre qui répercute la chaleur à l’intérieur. Cette chaleur peut être utilisée pour faire pousser des fruits et des légumes[réf. souhaitée].
Le concept s’installe aussi autour d’une maison déjà construite, à condition qu’elle soit de préférence en bois.
La serre permet d'avoir une excellente visibilité.[réf. souhaitée]

## Synonyme
Ces maisons sont également appelées Naturhuse,.

## Historique
Le concept est apparu dans les années 1970 en Suède. La première maison-serre ayant été mise au point par l'architecte Bengt Warne (sv).

## Critiques

### Chaleur
En été, la température peut vite atteindre les 40 °C car le verre ne régule pas cette température[réf. souhaitée]. Une ventilation  et des protections solaires doivent être installées pour limiter l'excès de chaleur en été,.
La construction de maisons de ce type n'est pas recommandée dans les pays chauds.
Il faut aussi ajouter un mur à forte inertie pour stocker la chaleur accumulée et la restituer pendant la nuit.

### Coût
Une maison-serre coûte en moyenne environ 30 % plus cher qu'une maison traditionnelle. Soit, principalement, le coût de la fabrication de la serre.

### Grêle
Le verre doit pouvoir résister à la grêle. Les maison-serres utilisent pour ça du verre feuilleté.

### Orientation
Pour fonctionner la serre doit être orientée du côté où le Soleil est le plus fort.

### Vitrage
Le vitrage utilisé doit pouvoir laisser passer la lumière du Soleil mais retenir la chaleur. Il est recommandé d'utiliser du double vitrage à isolation renforcée.

## Maisons-serres par pays

### Belgique
À Rekkem, Koen Vandewalle, du cabinet d'architecture Kaseco a réalisé une maison-serre entièrement autonome. Ce projet de 240 m2, qui abrite son couple et ses cinq enfants n'est raccordée ni au réseau d’eau, ni aux réseaux de gaz et d’électricité et est construite à partir de matériaux écologiques biosourcés ou au moins de matériaux entièrement recyclables. Des panneaux solaires présents sur le toit lui permettent d'être autonome à environ 55 % en électricité.
L'électricité est stockée dans des batteries.

### France
En Loire-Atlantique, une famille a installé une serre de 310 m2 pour y construire une habitation de 145 m2 à l'intérieur. Le coût de l'installation est de moins de 200 000 €.
Pour limiter la chaleur, ils ont installé une natte d'ombrage et des fenêtres sur le toit, permettant une ventilation en cas de besoin. Le toit s'ouvre dès qu'on dépasse les 24 °C.
Une maison de ce type a été présentée lors de l'exposition L'Empreinte d'un habitat.

### Suède
En 2004, Marie Granmar et Charles Sacilotto ont fait l’acquisition d’une maison-serre pas loin de Stockholm. Fait de baies vitrées « sécurit » d’une épaisseur de 4 mm, la construction se veut particulièrement solide et bioclimatique. Celle-ci repose en grande partie sur des matériaux légers qui nécessitent peu d’entretien de la part des propriétaires. La maison dispose aussi d'un potager.
Elle dispose aussi d'un système de récupération de l'eau de pluie et de filtration des eaux usées.

### Tchéquie
Une maison-serre a été conçue par Richar David Architekti à Horice.